# Фраєрсон (Луїзіана)
Фраєрсон (англ. Frierson) — переписна місцевість (CDP) в США, в окрузі Де-Сото штату Луїзіана. Населення — 132 особи (2020).

## Географія
Фраєрсон розташований за координатами 32°14′49″ пн. ш. 93°41′13″ зх. д. / 32.24694° пн. ш. 93.68694° зх. д. (32.246929, -93.686855).  За даними Бюро перепису населення США в 2010 році переписна місцевість мала площу 1,45 км², з яких 1,43 км² — суходіл та 0,02 км² — водойми.

## Демографія
Згідно з переписом 2010 року, у переписній місцевості мешкали 143 особи в 51 домогосподарстві у складі 41 родини. Густота населення становила 99 осіб/км².  Було 61 помешкання (42/км²).
Расовий склад населення:
| - 62,9 % — чорних або афроамериканців - 34,3 % — білих - 1,4 % — корінних американців |

До двох чи більше рас належало 1,4 %. Частка іспаномовних становила 2,1 % від усіх жителів.
За віковим діапазоном населення розподілялося таким чином: 21,0 % — особи молодші 18 років, 62,2 % — особи у віці 18—64 років, 16,8 % — особи у віці 65 років та старші. Медіана віку мешканця становила 39,8 року. На 100 осіб жіночої статі у переписній місцевості припадало 78,8 чоловіків;  на 100 жінок у віці від 18 років та старших — 91,5 чоловіків також старших 18 років.
Середній дохід на одне домашнє господарство  становив 50 290 доларів США (медіана — 50 729), а середній дохід на одну сім'ю — 50 290 доларів (медіана — 50 729). За межею бідності перебувало 37,2 % осіб, у тому числі 62,3 % дітей у віці до 18 років та 40,7 % осіб у віці 65 років та старших.
Цивільне працевлаштоване населення становило 160 осіб. Основні галузі зайнятості: мистецтво, розваги та відпочинок — 51,9 %, освіта, охорона здоров'я та соціальна допомога — 33,8 %, науковці, спеціалісти, менеджери — 14,4 %.